# Back to Front (Lionel Richie)
Back to Front (1992) è la prima raccolta di Lionel Richie.
La raccolta contiene 13 successi più i tre inediti Do It to Me, My Destiny e Love, Oh Love.

## Tracce
1. Do It to Me
2. My Destiny
3. Love, Oh Love
4. All Night Long (All Night)
5. Easy
6. Still
7. Endless Love – (con Diana Ross)
8. Running with the Night
9. Dancing on the Ceiling
10. Sail On
11. Hello
12. Truly
13. Penny Lover
14. Stuck on You
15. Say You, Say Me
16. Three Times A Lady